# ابن طفیل
أبو بکر محمد بن عبد الملک بن محمد بن طفیل القیسی الأندلسی(۱۱۰۵–۱۱۸۵م) متولد شهر (وادی آتش) واقع در اندلس اسپانیا که امروزه کادیکس می‌خوانند. همه چیز دان و وزیر عرب اندلسی بود. وی در شعر نجوم فلسفه و… فعالیت‌هایی داشته و آثاری نیز در کتب دیگر نویسندگان از وی نام برده شده که اکنون در دست نیست. نویسنده رمان فلسفی حی بن یقظان می‌باشد که این عنوان را از ابن سینا گرفته زیرا قبل از او ابن سینا رساله ای به این نام به رشته تحریر درآورده بود، رمان حی بن یقظان توسط بدیع الزمان فروزانفر به فارسی ترجمه گردیده‌است.

## زندگی
نام کامل ابن طفیل، ابوبکر محمد بن عبدالملک بن محمدبن محمدبن طفیل القیسی می‌باشد که در حدود سال پانصد هجری می‌زیست. با توجه به این نام می‌توان فهمید که نسب او با سه واسطه به طفیل نامی می‌رسد که نام قبیله اش القیسی است و نشان می‌دهد که خانواده اش از قبیلهٔ قیس بوده‌اند که یکی از مشهورترین قبایل عربستان بود. ابن طفیل را اندلسی، قرطبی، و اشبیلی نیز نامیده‌اند.
دربارهٔ زندگی و آثار ابن طفیل آگاهی‌های بسیاری در دست نیست با این وجود می‌توان گفت: ابن طفیل مسلمانی اندلسی بود که تعلیم و تربیت عمیقی را در دیانت اسلام و علوم غیردینی یافته بود. شغل او طبابت بود و در ابتدا در غرناطه و سبته و طنجه و سپس (۵۵۹–۵۷۸/۵۴۲–۵۶۱) طبیب درباری سلطان موحدی در مراکش و اندلس شد. وی در واقع در دربار ابویعقوب یوسف حاکم بود و نامی‌ترین فیلسوف اسپانیا یعنی ابن رشد را به این دربار معرفی کرد. اثر مهم به جای مانده از ابن طفیل داستان عرفانی فلسفی حی بن یفظان می‌باشد. می‌گویند نگارش این داستان در توجیه مذهب موحدان بوده‌است. وی در جمع بین حکمت و شریعت تلاش کرد و با نوشتن این رساله اندیشهٔ هماهنگی و جمع بین حکمت و شریعت را در قالب داستان بیان کرد و چگونگی اتصال نفس انسانی با عقل فعال را توضیح داد وی در حی بن یقظان نوشت: من متن حی بن یقظان و سلامان و آبسالی را که شیخ ابوعلی یاد کرده برای تو خواهم گفت و با عقاید روزگار خود آن‌ها را هماهنگ می‌کنم. وی در این رساله آموزه‌هایی از فلسفهٔ ارسطو، ابن سینا و اندیشه‌های فیثاغوری و افلاطونی را بیان می‌کند. وی از بزرگ‌ترین فیلسوفان و طبیبان و ادیبان مغرب اسلامی است.

## اوضاع اجتماعی
در زمان ابن طفیل حکومت اسلامی در مغرب در دست موحدون قرار داشت و حکمای این سلسله به جمع میان عقل و دین علاقه‌مند بودند. در جهان اسلام حکومت مغرب اغلب در دست بربرها قرار داشت ولی زمانی که دولت موحدون جانشین دولت مرابطون شد، ابن تومرت در میدان مذهب و سیاست ظاهر گشت و در ۵۱۵ق/۱۱۲۱م دعوی مهدویت کرد. در دورهٔ ابو یعقوب یوسف و ابویوسف یعقوب، جانشین عبدالمومن بن علی، عظمت موحدون که مرکزش مراکش بود بیشتر شد و به اوج رسید. آنان به علم کلام بسیار اضافه کردند. همچنین رواج مذاهب اشعری و نیز اندیشه‌های غزالی در مغرب موجب تمایل به عقلی گرایی در مذاهب متکلمان آن جا شد. البته برخی آزاد اندیشان و پای بندان به سنت سلف از این اتفاق و پیشامد رضایت کامل نداشتند اما این جنبش عقلی موجب پدید آمدن تأمل فلسفی و تدبر در امور شد. این اتفاقات در دوره‌ای بود که هرگونه نظر عقلی در آن زمان موجب خشم مردم می‌شد. اما در این میان بسیاری از سیاستمداران و اندیشمندان تلاش کردند که مانع دستیابی مردم به سطح معرفت عقلی و فلسفی شوند و بنابراین تلاش بسیار کردند که دین را از فلسفه تفکیک کنند، و حاکمان سلسله موحدون نیز به مذاهب کلامی علاقه‌مند بودند، اما در بین این حاکمین ابویعقوب و جانشین او تا جایی که توانستند به علوم عقلی توجه کردند؛ و علاقه این دو حاکم به علوم عقلی موجب رونق فلسفه در دربار آن‌ها در مدت کوتاهی شد. ابن طفیل نیز در این شرابط زندگی می‌کرده و در دستگاه خلافت موحدون دارای منزلت بالایی بود و زمان خود را با ابویعقوب یوسف می‌گذراند و می‌توان علت این مصاحبت را نوعی قرابت روحی دانست که میان ابن طفیل و ابویعقوب یوسف وجود داشت: این طفیل خوش بیان و ابویعقوب یوسف نیز به تعدادی از علوم آراسته بود و از طاقت زبان بهره‌مند بود. اما با تعداد زیادی از عالمان و فاضلان همنشین و قرآن را نیز از بر بود. به ادبیات عرب آگاه و به تعدادی کتب فقهی نیز تسلط داشت. می‌گویند به آموختن طب پرداخت و حکمت و علوم عقلی را نیز فرا گرفت و تعداد زیادی کتاب در این حیطه نیز جمع‌آوری کرده و در کتابخوانه خود نگه می‌داشت.

## آثار
گرچه مورخان برای ابن طفیل آثار بسیاری در فلسفه و طبیعیات و الهیات و نیز رساله‌ای در نفس و نامه‌هایی که میان او ابن رشد رد و بدل شده ذکر کرده‌اند اما بجز رسالهٔ حی بن یقظان چیزی به جای نمانده‌است. رسالهٔ حی بن یقظان خلاصه آراء و عقاید فلسفی اوست و گویا نام اصلی آن رسالة حی بن یقظان فی اسرار الحکمة المشرقیه می‌باشد که آن را با الهام از رسالهٔ حی بن یقظان ابن سینا به رشته تحریر درآورده‌است.
ابن طفیل شاعر نیز بود هرچند مرتبهٔ شعری او متوسط می‌بود. برخی اشعارش در المعجب به نقل از یحیی فرزند او آورده شده‌است و نیز گرین گامس در مجله معهمدالدراسات الاسلامیه فی مدرید در شمارهٔ اولش یک قصیدهٔ سیاسی از ابن طفیل منتشر کرده‌است.
ابن طفیل در طب نیز تألیفاتی را دارا می‌باشد لسان الدین ابن خطیب عنوان می‌کند که ابن طفیل در زمینه علم طب کتابی دومجلدی را تألیف کرد. ابن ابی اصیبعه نیز عنوان می‌کند که ابن رشد کتابی به نام مراجعات و مباحث بین ابی بکربن الطفیل و بین ابن رشد فی رسمه للدواء فی کتابه الموسوم بالکلیات « «طبقات الطباء»» را دارد و نیز ابن خطیب در مرکز الاحاطه عنوان می‌کند که ابن طفیل در طب دارای ارجوزه[1] می‌باشد. ابن طفیل در زمیمنه افلاک نیز تالیفاتی دارا می‌باشد که ابن رشد در شرحی که بر کتاب الاثار العلویه ارسطو نوشت به یکی از آن‌ها اشاره کرده‌است؛ و نیز شاگرد او بطروجی نیز به این موضوع اشاره می‌کند که ابن طفیل به نظام و تفسیری جدید برای حرکات فلک دست یافته که با گفته‌های بطلمیوس مخالف است. البته در ارتباط با این نظامی که می‌گویند جز همین اشارات چیزی به دست ما نرسیده‌است. جنبهٔ مهم اندیشه‌های ابن طفیل همان اندیشهٔ فلسفی اوست که به جز رسالهٔ حی بن یقظان چیزی به ما نرسیده‌است اما عبدالواحد مراکشی می‌گوید که ابن طفیل در ارتباط با نفس کتابی نوشته و وی او را دیده‌است. البته این رساله اکنون در دست ما نیست و البته افرادی چون گوتیه به وجود این مسئله شک کرده‌اند.
شهرت ابن طفیل بیشتر به دلیل کتاب فلسفیش به نام حی بن یقظان می‌باشد که در اوضاع و احوالی که گفته شد نوشته شد. در این کتاب بعد از بیان یک مقدمه که نشات فلسفه در غرب اسلامی را بیان می‌کند، به بیان فلسفهٔ نوافلاطونی خود در مقام یک افسانه می‌پردازد. رساله حی بن یقظان مهم‌ترین اثریست که اندیشه‌های ابن طفیل را می‌توان درآن یافت.

## شرح کوتاهی از رسالهٔ حی بن یقظان
رساله حی بن یقظان هرچند رساله ای کم حجم است، اما به گفته محمد عبدالرحمن مرحبا، نویسنده اش توانسته‌است در آن «زبده معارف عصر خود و خلاصه تجارب معرفتی گذشتگان را جمع کند».
در این رساله تصور می‌شود که حی بن یقظان در جزیره‌ای دورافتاده در هند از خاک به وجود آمده
البته ابن طفیل در ارتباط با به وجود آمدن حی دو فرض را عنوان می‌کند:
1. پیدایش خود به خودی حی از تحولات موجود در زمین
2. تولد حی در خانواده‌ای حکومتی که به دلایلی و تحت شرایط خاصی او را در آب گذاشتند و به جزیره‌ای می‌رسد.

البته علاقه‌مندان به سیاست روایت دوم را می‌پسندند.
در برابر جزیره‌ای روبروی این جزیره خواهر پادشاه با مردی بدون اجازهٔ برادر خود ازدواج می‌کند و باردار می‌شود. هنگامی که کودک به دنیا می‌آید دختر از ترس برادر خود کودک را در تابوت قرار داد و به دریا انداخت و جریان آب تابوت را به جزیرهٔ روبرو برد و ماده آهویی که فرزندش را عقابی دزدیده بود صدای گریهٔ کودک را شنید و او را در بالین خود نگهداشت و از شیر خود به او داد. کودک در میان جانوران و در جنگل و به دور از ارتباط با انسان‌ها رشد کرد اندیشیدن به احوال موجودات دنیا او را از شناخت عوالم محسوس به فهم و درک حقایق معقول رساند، حقایق اخلاقی را توسط استدلال درک کرد و آگاهی‌های ادراکی زیادی را دریافت کرد. ابن طفیل هدفی در این‌جا دارد و آن هدف این است که: عقل منفرد و انسان متوجد بدون وحی می‌تواند به فهم حقیقت برسد. سپس می‌خواهد همسویی عقل و دین را نشان دهد بنابراین جزیره‌ای را نشان می‌دهد در نزدیکی این جزیره که مردم عادی در آن زندگی می‌کردند در آن جزیره پیامبری ظهور کرد که به مردم از طریق ضرب‌المثل حقیقت را می‌آموخت آن دین منتشر شد تا زمانی که پادشاهی کمر به نشر آن بست. دو جوان خیر خواه در آن جزیره پیدا شدن که دین را نشر بدهند و آن‌ها دو تن به نام سلامان و آبسال هستند که سلامان نمایندهٔ ظواهر و تشریفات شرع و آبسال نماینده کیفیات معنوی و عقلی دین بود. آبسال برای سیر و سلوک به جزیره مقابل می‌رود و با حی آشنا می‌شود و حی پس از آموختن زبان به آبسال از ادراکات و فهم‌های خود می‌گوید آبسال نیز دربارهٔ شرع به او اطلاعاتی می‌دهد و آن دو می‌فهمید: عقل و وحی چگونه با هم سازگارند.
در ادامه ان دو به جزیره مقابل می‌روند تا به هدایت مردم بپردازند اما با شکست روبرو می‌شوند و می‌فهمند که مردم به ظواهر شرع علاقه‌مندند. سر انجام ان دو به جزیره قبلی بر می‌گردند. بازگشت ان دو از نظر طرفداران با معنایی عرفانی – فلسفی رساله، به این معنیست که مردم عادی از درک حقیقت‌های عقلانی عاجزند و باید با آن‌ها به زبان شرع و در قالب تمثیل صحبت کرد.
اما به لحاظ فلسفه سیاسی، علاوه بر اهداف یاد شده می‌توان تمایل حی به تربیت و هدایت مردم را نتیجه از طبع سیاسی او دانست و با توجه به بی‌ثمر بودن آن نشان می‌دهد که نظام سیاسی مناسب مردم عادی نمی‌تواند با علایق فلسفه سیاسی و بحث از معقولات و عالم عقلانیت، آنگونه که نزد فارابی و اخلاف وی موضوعیت داشت سازگار باشد. رساله ابن طفیل در راستای فلسفه محض و مسائل مابعد الطبیعی نگاشته شده‌است.

## اهداف رساله حی بن یقظان از دیدگاه اندیشمندان
موضوع این رساله از اهمیت بسیاری برخورد دار است و تعدادی از اندیشمندان تلاش بر آن دارند که مقصود ابن طفیل را در این داستان بیان کنند. به اختصار تعدادی از این نظریات را بیان می‌کنیم:
1. بعضی معتقدند مقصود ابن طفیل در این داستان ثابت کردن خلود و جاودانگی نفس ناطقه انسان است که چندروزی به بدن مادی منتقل شده و توانایی‌های بدنی را به عنوان ابزاری برای رسیدن به مراحل کمال استفاده کرده و در نتیجه از دنیای مادی به عالم دیگری انتقال پیدا می‌کند و آنچه که در او بالقوه بوده به مرحلهٔ فعلیت می‌رسد.
2. برخی هدف ابن طفیل را نشان دادن ابتدای خلفت انسان می‌دانند.
3. عده‌ای معتقدند آنچه که او گفته بیان تنهای انسان می‌باشد؛ و کسانی که این رساله را با تدبر در، المتوحد ابن باجه مقایسه کردند بیشتر بر این نظر تکیه می‌کنند.
4. برخی نیز معتقدند که ابن طفیل ارتباط بین فردو و اجتماع را مد نظر داشته و به این نتیجه رسدند که منشأ جامعه فرد می‌باشد.
5. برخی دیگر همه این اهداف گفته شده را هدف اصلی داستان نمی‌دانند و بلکه معتقدند هدف اصلی کیفیت حصول معرفت است یعنی انسان می‌تواند در تنهایی بدون زندگی در محیطی فکری و فرهنگی زندگی کند و به درک حقایق برسد.

عده‌ای دیگر نیز گویند که هدف جمع میان عقل و دین یا فلسفه و شریعت می‌باشد.
در کتاب زندگی‌نامه علمی دانشوران هدف از این افسانه را ثابت کردن دو نکته می‌داند:
۱- فلسفه نو افلاطونی همانی است که یک انسان عاقل که از تعصبات به دور مانده، به آن می‌رسد.
عمل به مضمون این فلسفه به سعادت عالی انسان منجرب می‌شود که همان تکامل عرفانی نفس می‌باشد.

## نسخه‌های خطی رساله حی بن یقظان
1. نسخه خطی کتابخانه بودلی در آکسفورد.
2. نسخه خطی ملی شهر الجزایر.

۳- نسخه خطی موزه بریتانیا. به شماره ۹۸7(10).
۴- نسخه دارالکتب المصری، این کتاب تحت عنوان « «اسرار الحکمه المشرقیه»» به اشتباه به ابن سبعین نسبت داده شده‌است- ط۱، ج۶، ص۸۸.
۵- نسخه خطی کتابخانه اسکوریال. این نسخه مندرس شده و رطوبت موجب چسبیدگی صفحات آن به هم شده‌است غزبری در فهرست اسکوریال به اشتباه عنوان کرده که این رساله همان رساله فی النفس می‌باشد که مراکشی از آن گفته‌است اما این اشتباه است و همان حی بن یقظان می‌باشد.
۶- لاندربریج- بریل، به شماره ۵۷۳۲۵۳۳/
۷- تیمور، در دارالکتب المصریه به شماره ۱۰ حکمت که تحت عنوان مرقاه الزلفی و المشرب الاصفی به ابن سبعین منسوب شده‌است.
۸- تیمور، در دارالکتب المصریه، به شماره ۱۴۹ تصوف.

## ترجمه‌های کتاب حی بن یقظان
۱- ترجمه پوکوک به زبان لاتینی همراه با متن عربی، آکسفورد ۱۶۷۱.
1. ترجمه Ashwell به زبان انگلیسی، از روی ترجمه لاتینی.
2. ترجمه georges keith به ازبان انگلیسی از روی ترجمه لاتینی.
3. ترجمه simon oekley.

۵- ترجمه هلندی S.D.B که در سال ۱۶۷۲ منتشر شده‌است.
۶- ترجمه J.grory pritius به زبان آهٔ مانی که از روی متن عری ترجمه شده‌است، برلین ۱۷۸۲.
۷- ترجمه p.bronnle از متن عربی به انگلیسی.
۸- ترجمه pons brihues از متن عربی به زبان اسپانیای در سال ۱۹۰۰.
همچنین ترجمه gunzules Palencia ange از زبان عربی به اسپانیایی در سال ۱۹۳۶